# Herb Piastów dolnośląskich

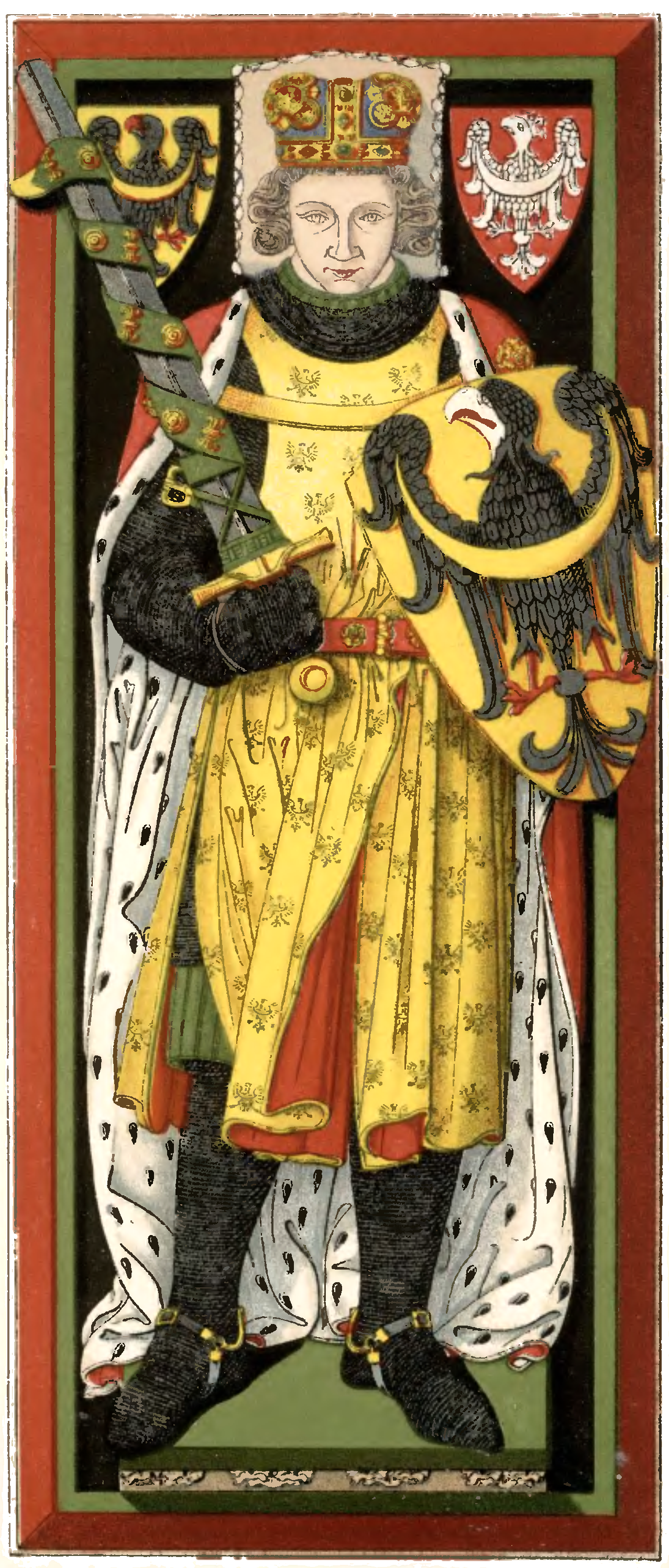
Rekonstrukcja polichromii płyty nagrobnej Henryka IV Prawego

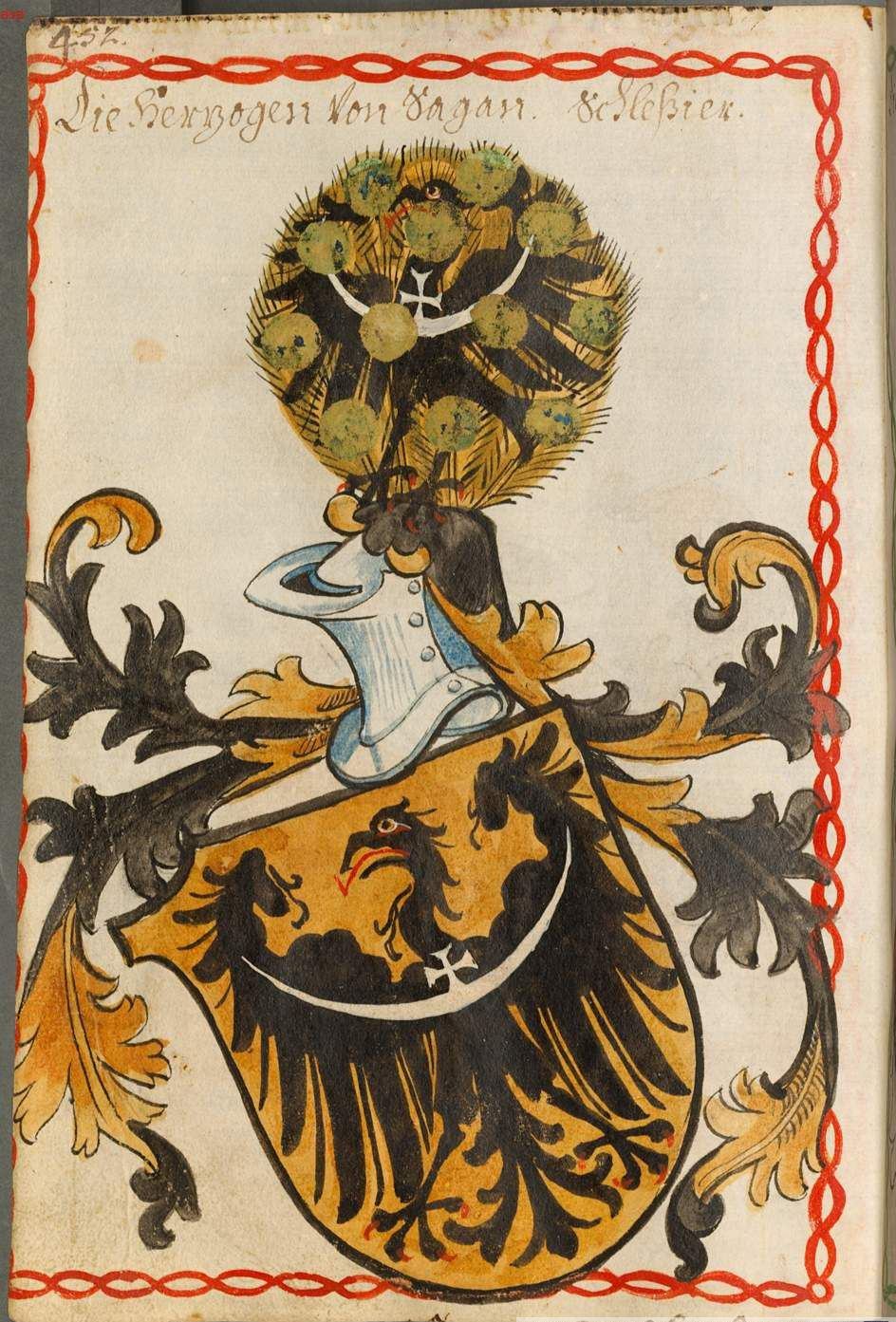
Herb księcia żagańskiego z Herbarza Scheiblerów (ok. 1450–1580)

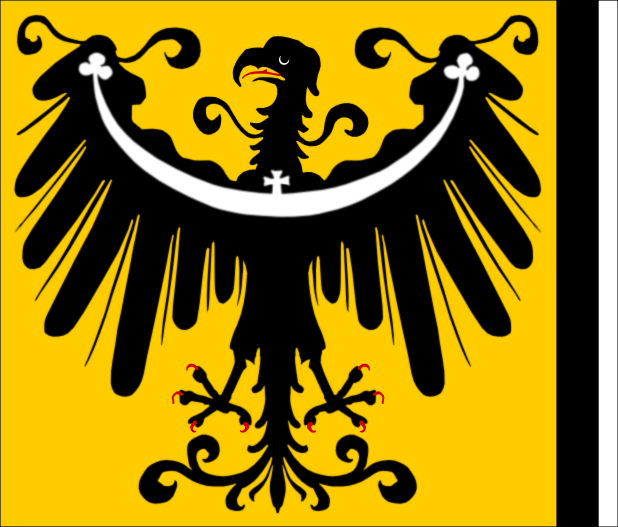
Godło z chorągwi Konrada VII Białego, księcia oleśnickiego, zdobyta w bitwie pod Grunwaldem, według malunku z 1448 r. Banderia Prutenorum

Herb Piastów dolnośląskich – herb dynastii Piastów, rządzących księstwami Dolnego Śląska. Stanowiła go tarcza herbowa o złotym polu z czarnym orłem ze srebrną przepaską sierpową biegnącą przez skrzydła i pierś orła, która była zwieńczona krzyżem.
Herb ten z czasem stał się godłem całego Dolnego Śląska. Symbolizuje Śląsk w herbach wielu jednostek administracyjnych, a także miast i gmin.
Orzeł nie był ukoronowany, jednakże w późniejszych stylizacjach herbów związanych z regionem dodawano na głowie złotą koronę.

## Historia
Po raz pierwszy herb został umieszczony na pieczęci pieszej Henryka II Pobożnego, której używał w latach 1224–1240. Na otoku pieczęci znajdował się napis w tłumaczeniu: Pieczęć Henryka, syna księcia Śląska. Pieczęci tej używał za życia ojca (do 1238), a także po jego śmierci gdy odziedziczył księstwo.
Herb ten widniał także na pieczęciach kolejnych książąt Dolnego Śląska:
- książąt wrocławskich: Henryk III Biały, Henryk IV Prawy,
- książąt legnickich: Bolesław II Rogatka, Henryk V Brzuchaty, Bolesław III Rozrzutny,
- książąt głogowskich: Konrad I głogowski, Henryk III,
- książąt świdnickich, jaworskich i ziębickich: Bolko I Surowy, Bernard, Henryk I, Bolko II Mały.

Herb był używany przez większość książąt dolnośląskich w drugiej połowie XIV w., jednakże niektórzy nie dodawali do sierpowej przepaski krzyża. Miało to miejsce w księstwie oleśnickim i brzeskim. W miarę większego podziału Śląska przyjmowano także inne barwy orła. W księstwie świdnickim w srebrnym polu znajdował się przepołowiony czarno-czerwony orzeł z przepaską, a w księstwie ziębickim czerwono-czarny orzeł z przepaską.

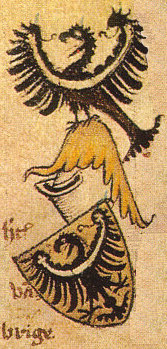
Herb księcia brzeskiego Ludwika I, z Herbarza Geldrii (ok. 1370–1395)
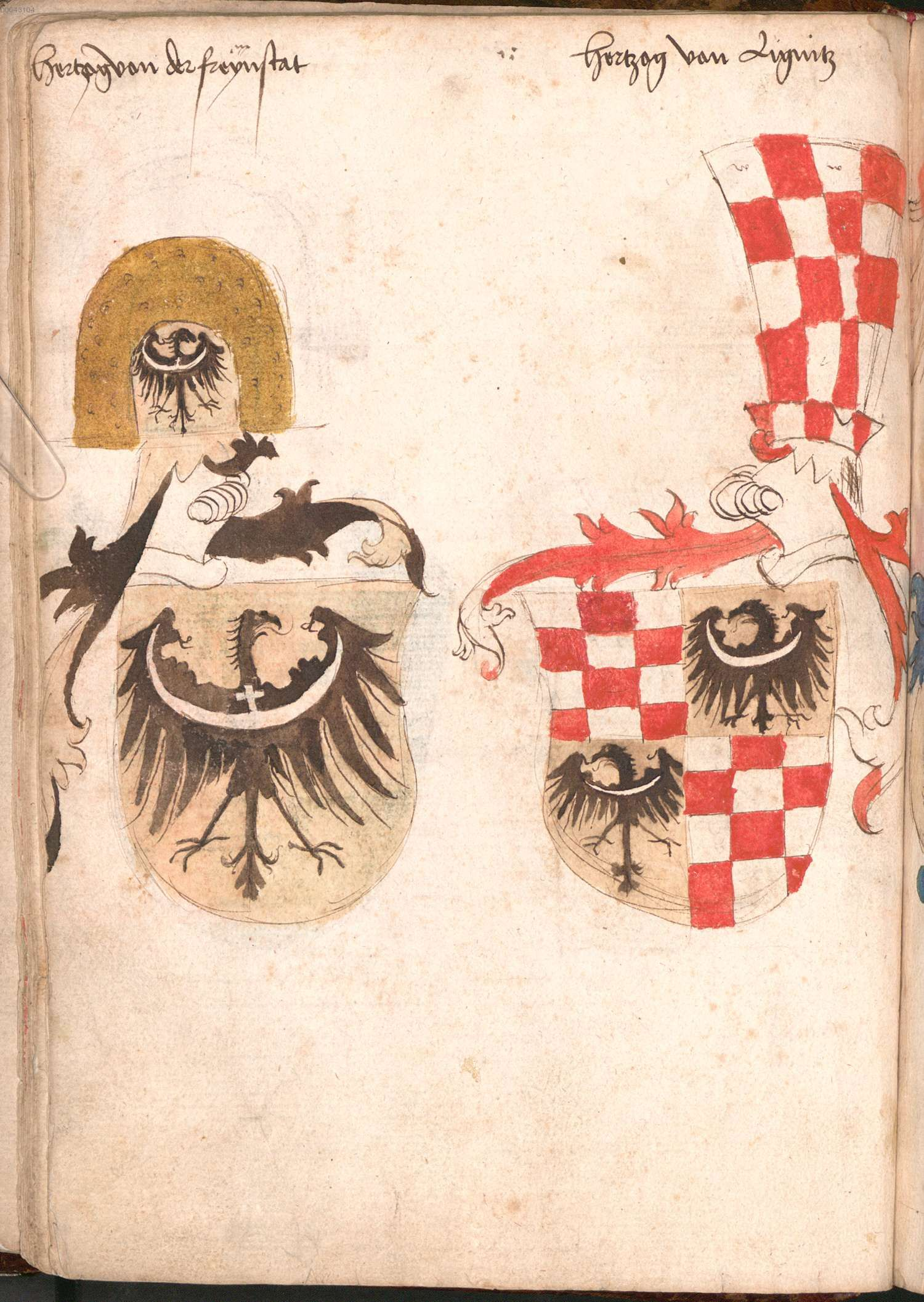
Herb w Wernigeroder Wappenbuch (ok. 1475–1500)
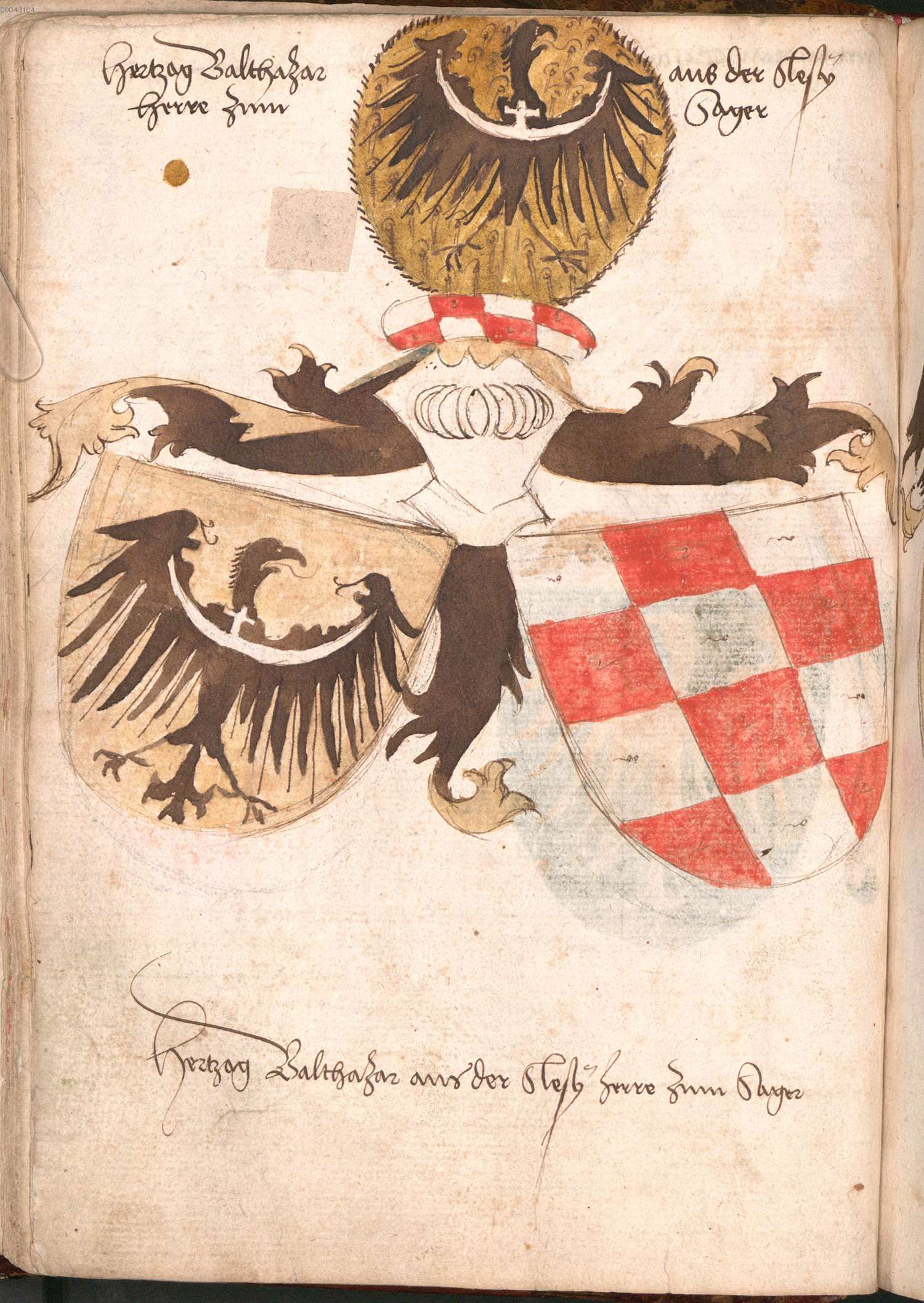
Herb księcia żagańskiego Baltazara z Wernigeroder Wappenbuch (ok. 1475–1500)
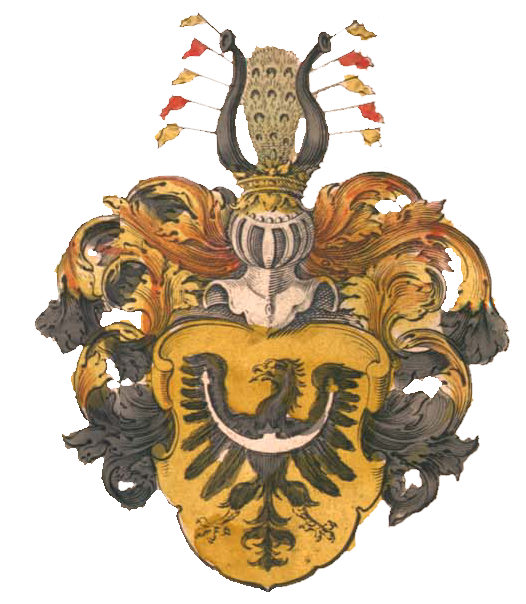
Herb księstwa śląskiego z mapy Willema i Johanna Blaeu (ok. 1645)
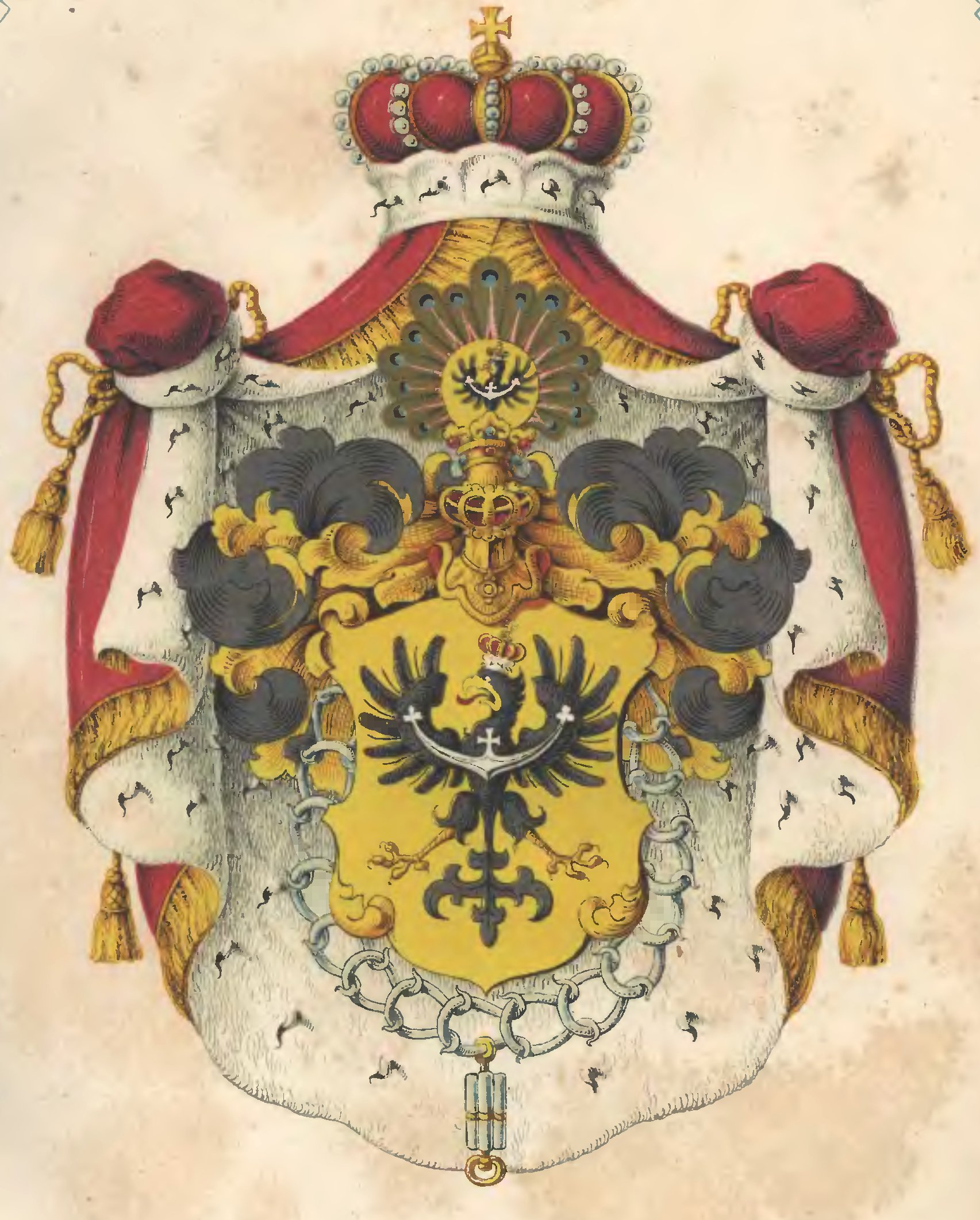
Herb suwerennego księcia śląskiego z herbarza szlachty śląskiej (1847)

## Motyw w herbach regionalnych
Godło Piastów dolnośląskich przyjęły do swoich herbów miasta, wsie, gminy, a także powiaty Dolnego Śląska podkreślając swą przynależność do regionu lub związki z panującymi książętami. Herb Piastów dolnośląskich jest jednym z elementów tożsamości regionu Dolnego Śląska. Herb przyjęły władze Królestwa Prus w herbach dużych jednostek administracyjnych jak pruska prowincja Śląsk, prowincja Dolny Śląsk, a także władze Cesarstwa Austriackiego w herbie prowincji Śląsk Austriacki.
W latach międzywojennych herb przyjęto do herbu średniego i wielkiego Czechosłowacji. Także w 1993 r. w herbie Czech umieszczono w jednym polu czarny orzeł ze zgorzelcem i koroną na głowie, symbolizującą Śląsk (w heraldyce czeskiej cz. orel posiada dwie głowy, a cz. orlice jedną). Herb ten znajduje się również w niektórych herbach miast Śląska Czeskiego (m.in. Jabłonkowa).
W 1957 r. przyjęto herb Liechtensteinu, na którym znajduje się ukoronowany orzeł symbolizujący Śląsk. Nawiązuje on do księstwa opawskiego i karniowskiego, których władcą został Karol I Liechtenstein w 1613 i 1623 roku.
Konstytucja Saksonii z 1992 r. zezwala równoprawnie z symbolami saskimi korzystać z herbu Dolnego Śląska na terenie śląskiej części kraju związkowego. Stanowi jeden z elementów herbu powiatu Görlitz.
Herb przyjęto do herbów następujących jednostek administracyjnych:
- herb województwa dolnośląskiego (2000)
- herb kraju morawsko-śląskiego
- herb kraju ołomunieckiego (2000).

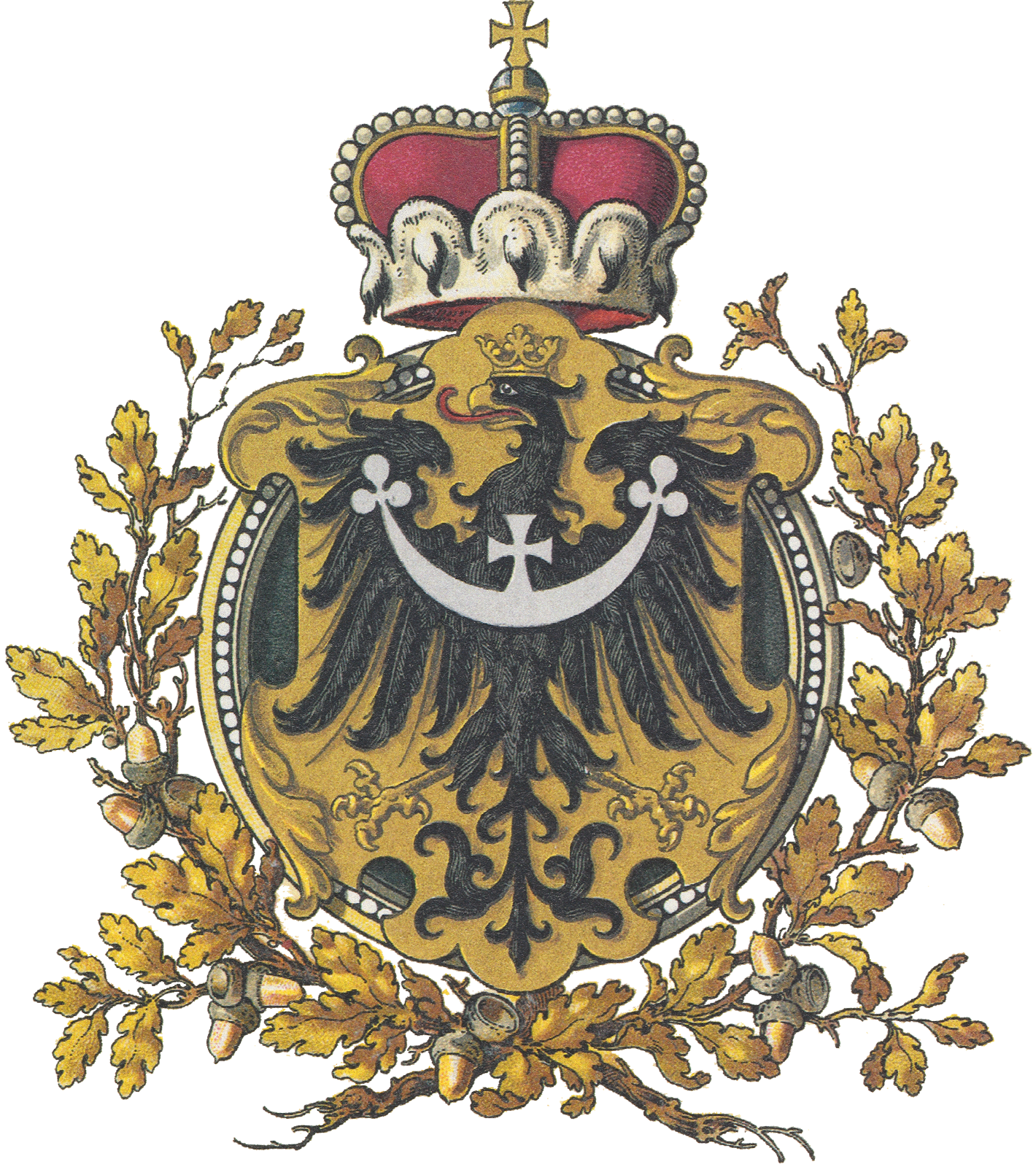
Herb Śląska Austriackiego autorstwa Hugo Ströhla
Herb w godle pruskiej prowincji Śląsk
Mały herb pruskiej prowincji Śląsk
Herb prowincji Dolny Śląsk
Herb Liechtensteinu (1957)
Herb Czech (1993)
Herb kraju ołomunieckiego (2000)
Herb kraju morawsko-śląskiego
Herb województwa dolnośląskiego

## Motyw w herbach miejskich

Przykłady użycia herbu Piastów dolnośląskich w herbach miast:
Herb Wrocławia
Herb Zielonej Góry
Herb Lubina
Herb Głogowa
Herb Nowej Soli
Herb Bolesławca
Herb Zgorzelca
Herb Żagania
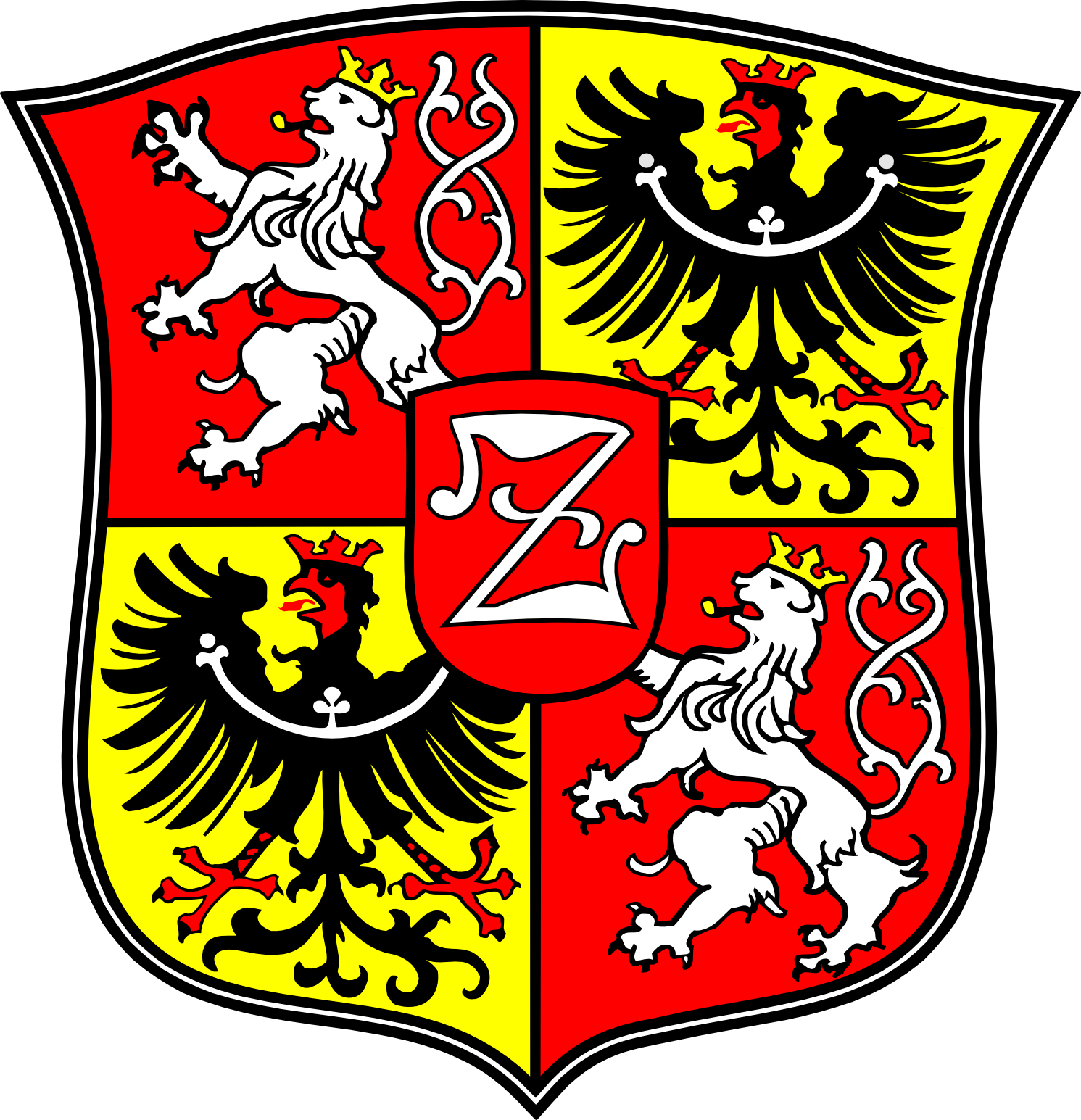
Herb Żytawy
Herb Świebodzina
Herb Sulechowa
Herb Złotoryi
Herb Namysłowa
Herb Jelcza-Laskowic
Herb Ząbkowic Śląskich
Herb Chojnowa
Herb Szprotawy
Herb Krosna Odrzańskiego
Herb Jesionika
Herb Środy Śląskiej
Herb Ziębic
Herb Polkowic